# ...To Be Loved
...To Be Loved – pierwszy singel grupy Papa Roach pochodzący z płyty The Paramour Sessions wydanej 7 sierpnia 2006.

## Opis teledysku
Akcja klipu toczy się w sali, gdzie Papa Roach w towarzystwie swoich fanów wykonują piosenkę "...To Be Loved". Scenografia klipu opiera się głównie na sztucznych ogniach, confetti i skąpo ubranych dziewczynach. Na początku klipu można obejrzeć epizod z Cobym, podwożącym kilka dziewczyn na imprezę.

## Informacje dodatkowe
Utwór "To Be Loved" był w latach 2006-2009 piosenką promującą poniedziałkowe gale RAW wrestlingowej organizacji WWE.
Został także użyty w zwiastunie filmu Never back down! (Po prostu walcz!).